# Aero Asia

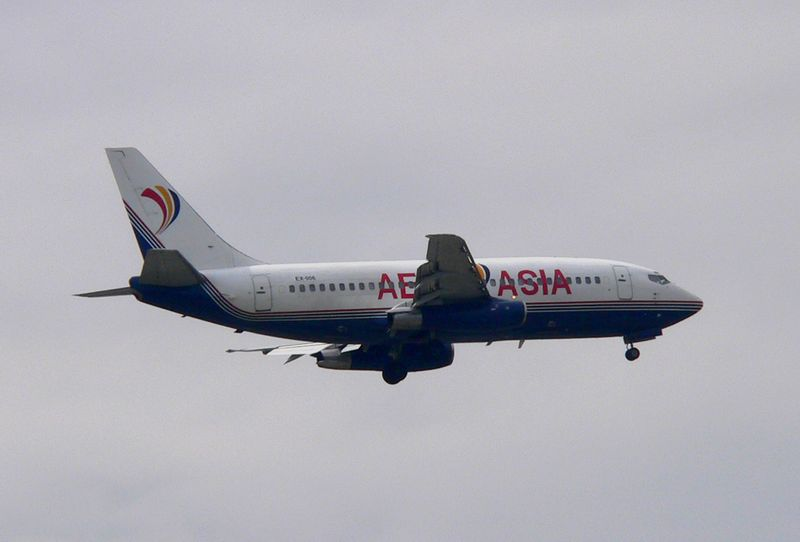
B737-200 de la compagnie Aero Asia

Aero Asia (Code AITA : E4 ; code OACI : RSO) est une compagnie aérienne pakistanaise, à bas coûts.
Elle vient d'être suspendue par l'autorité aviatique civile du Pakistan à cause des soucis de sécurité.